# ماهی کج‌بینی
ماهی کج‌بینی (انگلیسی: Callorhinchus callorynchus) یک گونه از موش‌ماهیان خیش‌بینی است که در پرو، شیلی، آرژانتین، اروگوئه و جنوب برزیل زندگی می‌کند.